# 沃谢讷 (马恩省)
沃谢讷（法語：Vauciennes，法語發音：[vosjɛn]）是法国马恩省的一个市镇，属于埃佩尔奈区。

## 地理
沃谢讷（49°2'59"N, 3°53'3"E）面积5.08 平方千米，位于法国大東部大區马恩省，该省份为法国东北部内陆省份，北起阿登省，西北接埃纳省，西南接塞纳-马恩省，南至奥布省，东南接上马恩省，东临默兹省。
与沃谢讷接壤的市镇（或旧市镇、城区）包括：达姆里、布尔索、埃佩尔奈、马尔德伊。

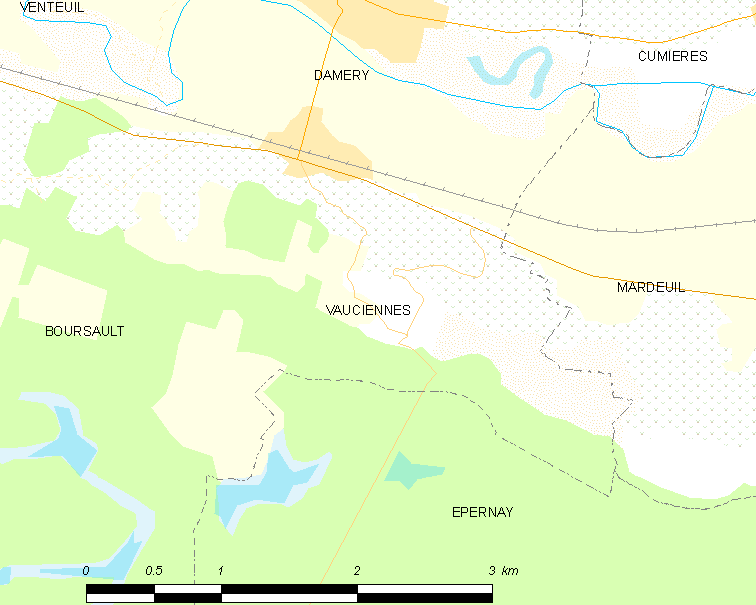
的OSM定位图

沃谢讷的时区为UTC+01:00、UTC+02:00（夏令时）。

## 行政
沃谢讷的邮政编码为51480，INSEE市镇编码为51597。

## 政治
沃谢讷所属的省级选区为多尔芒-香槟景县。

## 人口

1962-2008年间人口变化图示

沃谢讷于2022年1月1日时的人口数量为325人。